# ساندرا بانوس
ساندرا بانوس هي لاعبة كرة قدم إسبانية تلعب كحارس مرمى في نادي برشلونة.

## روابط خارجية
- ساندرا بانوس على موقع الاتحاد الدولي (مؤرشف)  (الإنجليزية)
- ساندرا بانوس على موقع الاتحاد الأوربي (الإنجليزية)
- ساندرا بانوس على موقع بطولة كرة القدم المكسيكية للسيدات (الإسبانية)
- ساندرا بانوس على موقع إي إس بي إن إف سي (الإنجليزية)
- ساندرا بانوس على موقع قاعدة بيانات كرة القدم.إي يو (الإنجليزية)
- ساندرا بانوس على موقع Soccerway.com (الإنجليزية)
- ساندرا بانوس على موقع عالم كرة القدم.نت (الإنجليزية)